# Эрикссон, Ивар
Ларс И́вар Э́рикссон (швед. Lars Ivar Eriksson; 25 декабря 1909 — 12 апреля 1997) — шведский футболист, играл на позиции защитника. Участник чемпионата мира 1938 года.

### Клубная карьера
Всю свою футбольную карьеру играл за «Сандвикен», но с этим клубом не завоевал никаких титулов. Завершил игровую карьеру в 1944 году.

### Карьера в сборной
Дебютировал за сборную Швеции 21 ноября 1937 года в матче со сборной Германии в рамках квалификации на чемпионат мира 1938 года — Швеция проиграла со счётом 0:5.
В следующем году Эрикссон принимал участие на чемпионате мира, где был основным защитником и сыграл в трёх матчах. Он играл в 1/4 финальном матче со сборной Кубы (8:0) и 1/2 финальном матче со сборной Венгрии, который сборная Швеции проиграла 1:5. 19 июня Эрикссон играл в матче за бронзу, в котором сборная Швеции играла против сборной Бразилии — Швеция проиграла 2:4 и по итогам турнира заняла четвёртое место. Всего за сборную Швеции сыграл 4 матча.

### Смерть
Скончался 12 апреля 1997 года в Сандвикене в возрасте 87 лет.